# Hunter Tyson
Hunter Tyson (Monroe, 13 de junho de 2000) é um jogador norte-americano de basquete profissional que atualmente joga no Denver Nuggets da National Basketball Association (NBA).
Ele jogou basquete universitário pela Universidade Clemson e foi selecionado pelo Oklahoma City Thunder como a 37º escolha geral no draft da NBA de 2023.

## Início da vida e carreira no ensino médio
Tyson cresceu em Monroe, Carolina do Norte, e estudou na Piedmont High School. Ele teve média de 27,1 pontos em seu último ano no ensino médio.

## Carreira universitária
Tyson jogou em 31 jogos, todos saindo do banco, durante sua temporada de calouro com na Universidade Clemson e teve média de 1,6 pontos. Ele teve médias de 5,5 pontos e 3,0 rebotes em 31 jogos com três jogos como titular em seu segundo ano. Tyson teve médias de 7,5 pontos e 4,2 rebotes em 19 jogos durante sua terceira temporada. Ele sofreu uma fratura facial no meio da temporada em um jogo contra Virginia Tech, o que o fez perder cinco jogos e usar uma máscara protetora pelo restante da temporada após seu retorno. Em seu último ano, ele teve médias de 10 pontos e 5,5 rebotes.
Tyson decidiu usar o ano extra de elegibilidade concedido a atletas universitários que jogaram na temporada de 2020 devido à pandemia do coronavírus e retornar a Clemson para uma quinta temporada. Ele foi nomeado para a Primeira-Equipe da ACC no final de sua última temporada após ter médias de 15,3 pontos e 9,6 rebotes. Tyson também recebeu o Prêmio Skip Prosser como o atleta acadêmico do ano.

## Carreira profissional
Tyson foi selecionado pelo Oklahoma City Thunder como a 37ª escolha geral na segunda rodada do draft da NBA de 2023, e foi posteriormente negociado com o Denver Nuggets.

## Estatísticas da carreira

### NBA

#### Temporada regular
| Ano     | Equipe | PJ | PT | MPJ | AP   | 3P   | LL | RT | AS | BR | TO | PPJ |
| ------- | ------ | -- | -- | --- | ---- | ---- | -- | -- | -- | -- | -- | --- |
| 2023–24 | Denver | 18 | 0  | 2.7 | .400 | .286 | —  | .5 | .1 | .1 | .0 | 1.1 |

#### Playoffs
| Ano  | Equipe | PJ | PT | MPJ | AP   | 3P   | LL   | RT  | AS | BR | TO | PPJ |
| ---- | ------ | -- | -- | --- | ---- | ---- | ---- | --- | -- | -- | -- | --- |
| 2024 | Denver | 3  | 0  | 4.6 | .000 | .000 | .500 | 1.0 | .3 | .0 | .0 | .3  |

### Universidade
| Ano      | Equipe   | PJ  | PT | MPJ  | AP   | 3P   | LL   | RT  | AS  | BR | TO | PPJ  |
| -------- | -------- | --- | -- | ---- | ---- | ---- | ---- | --- | --- | -- | -- | ---- |
| 2018-19  | Clemson  | 31  | 0  | 8.3  | .254 | .234 | .667 | 1.0 | .4  | .1 | .3 | 1.6  |
| 2019-20  | Clemson  | 31  | 3  | 13.6 | .445 | .321 | .707 | 3.0 | .4  | .5 | .1 | 5.5  |
| 2020-21  | Clemson  | 19  | 12 | 16.7 | .465 | .431 | .771 | 4.2 | .3  | .5 | .3 | 7.5  |
| 2021-22  | Clemson  | 25  | 24 | 25.5 | .466 | .347 | .786 | 5.5 | 1.3 | .8 | .3 | 10.0 |
| 2022-23  | Clemson  | 34  | 34 | 34.7 | .479 | .405 | .838 | 9.6 | 1.5 | .9 | .1 | 15.3 |
| Carreira | Carreira | 140 | 73 | 19.7 | .421 | .347 | .753 | 4.6 | .7  | .5 | .2 | 7.9  |

## Links externos
- Biografia do Clemson Tigers